# Jusqu'à plus soif
Jusqu'à plus soif est le septième roman policier de Jean Amila paru dans la collection Série noire avec le numéro 713 en 1962.

## Résumé
L’histoire se déroule en Normandie. Marie-Anne, nouvelle institutrice découvre à l’occasion du suicide d’une jeune fille enceinte la brutalité du monde des paysans alcooliques et des bouilleur de crus. Elle s’aperçoit que tous, du curé à la vieille bigote, des habitants à ses élèves, consomment de l’eau-de-vie. Cousine d’un agent de la répression des fraudes, lorsqu’elle oblige ses élèves à verser par terre leur café arrosé, elle devient l’ennemie des habitants du village.
Le trafic d’alcool entre le village et Paris dirigé par le patron d’une auberge fait l’objet de convoitises. Un convoi se dirigeant vers la capitale est attendu par les gendarmes. Il parvient, néanmoins,  à bon port grâce à une complicité politique.
Pendant ce temps, à la suite de dénonciations, les gendarmes veulent perquisitionner dans toutes les fermes pour chercher les alambics clandestins. Cela crée une situation insurrectionnelle où des échanges de coups de feu ont lieu...

## Éditions
Le roman est publié dans la Série noire avec le numéro 713 en 1962. Il est réédité dans la collection Carré noir en 1980 avec le numéro 369 et dans la collection Folio policier en 2005 avec le numéro 396.

## Autour du livre
Les critiques du roman sont élogieuses : « Un grand cru de Jean Amila » selon Claude Mesplède dans Les Années Série Noire et « sans aucun doute l’un de ses meilleurs polars » selon Jean-Pierre Deloux dans Polar.

## Adaptation
Le roman est adapté au cinéma par Maurice Labro en 1962 avec le titre éponyme.Une réédition DVD est sortie en 2015 chez René Château vidéo.

## Sources
- Polar revue trimestrielle n° 16, octobre 1995
- Claude Mesplède, Les Années Série Noire vol.2 (1959-1966), page 126-127, Encrage « Travaux » n° 17, 1993
- Jean Amila, années 60